# Rodney Wallace
Rodney Wallace (San José, 17 de junho de 1988), é um ex-futebolista costarriquenho que atuava como meio-campo, atacante ou lateral-esquerdo.

## Carreira
Jogando pelo DC United estreou no profissional em Março de 2009, no primeiro jogo da MLS da mesma temporada contra o Los Angeles Galaxy, e marcou seu primeiro gol profissional de carreira em 26 de abril de 2009, em uma vitória por 3–2 sobre o New York Red Bulls.
Em 2010, DC United negocia Wallace para o Portland Timbers.

### Arouca FC
Wallace assina com o clube Português da Primeira Liga Arouca FC em janeiro de 2016. Participou de dois jogos pelo clube Português sem marcar gols.

### Sport
Wallace é contratado pelo Sport para a disputa do campeonato brasileiro 2016. No dia 5 de abril de 2016 é apresentado no centro de treinamento do Sport como jogador do clube brasileiro. No fim de 2016 Rodney alega problemas pessoais e pede pra deixar o clube.
Em 2018, o Sport recebeu uma quantia pela participação do jogador na Copa do Mundo de 2018, disputada na Rússia. O clube pernambucano entrou na lista e recebeu U$ 41.035,00 (cerca de R$ 160 mil). Rodney foi contratado em março de 2016 e fez 25 jogos pelo Leão, tendo marcado quatro gols.
Em 2021, fez uma postagem em seu Instagram pessoal usando o uniforme do Sport em ação social nos EUA. O fato agitou a torcida do Sport, nas redes sociais.

## Seleção Costarriquenha
Em setembro de 2011 foi convocado para a Seleção da Costa Rica.

## Gols marcados pela Seleção da Costa Rica
|    | Data                   | Local                                                | Resultado | Adversário     | Gols | Competição      |
| -- | ---------------------- | ---------------------------------------------------- | --------- | -------------- | ---- | --------------- |
| 1. | 2 de setembro de 2011  | The Home Depot Center, Carson, Estados Unidos        | 1–0       | Estados Unidos | 1    | Amistoso        |
| 2. | 22 de dezembro de 2011 | Estadio Metropolitano, Barquisimeto, Venezuela       | 2–0       | Venezuela      | 1    | Amistoso        |
| 3. | 25 de janeiro de 2013  | Estadio Nacional de Costa Rica, San José, Costa Rica | 1–0       | El Salvador    | 1    | Copa UNCAF 2013 |

## Prêmios
Portland Timbers
- MLS Cup: 2015[6]
- Western Conference (playoffs): 2015[7]